# 今週、妻が浮気します
『今週、妻が浮気します』（こんしゅうつまがうわきします）は、インターネット掲示板の書き込みを元にした書籍で、2005年に中央公論新社から刊行された。2007年に日本、2016年には韓国でテレビドラマ化された。

## 概要
偶然妻の浮気を知った夫が「ホテルに乗り込むか否か」を2004年1月にQ&A掲示板OKWeb（後のOKWave）へ相談し、それに対する様々な回答が寄せられていった。質問に対する回答が100件を超え、2005年1月25日に書籍化され、2007年には日本で、2016年には韓国でテレビドラマ化された。テレビドラマ版は子供の数が違う等、若干アレンジされている。

## 日本のテレビドラマ
2007年1月16日から3月27日まで毎週火曜日21:00 - 21:54に、フジテレビ系「火曜9時」枠で放送された。主演はユースケ・サンタマリア。

### キャスト

#### 堂々家
堂々ハジメ
演 - ユースケ・サンタマリア
現代公論のデスク。大学の天文部で陶子と知り合って結婚した。今では6歳の息子がいる。自称「威風堂々とした九州男児、男の中の男」だが、幾多の場面で情けない一面を見せる。「守りたいもの守るためだったら何だってする」と言い、土下座も厭わない。陶子と携帯をとり違えた時に、陶子の携帯に「ホテルをとりました」というメールがあるのを見つけ、浮気を疑う。
三枝陶子
演 - 石田ゆり子
ハジメの妻。アパレル会社シャレーヌに勤務。結婚したが、職場では旧姓で通している。完璧主義で、弱音を吐かずに仕事と育児をこなす。実はハジメと、一度も喧嘩したことがなかった。後述の春木と、怪しい関係になる。
堂々房子
演 - 大森暁美
ハジメの母。九州弁を話す。ちょっと強引な性格。
堂々力
演 - 加藤翼
ハジメと陶子の息子。戦隊ヒーロー・レッドマンボウが好きで、人形でよく遊んでいる。その影響か、ハジメを「パパレンジャー」とよく呼ぶ。

#### 現代公論社
泉玉子
演 - ともさかりえ
現代公論編集者。夫に浮気され離婚した過去を持ち、夫婦の問題についてハジメに親身になる。ハジメ曰く、「オッサン化しすぎ」。
轟真一郎
演 - 沢村一樹
現代公論編集者。ハジメとは気の置けない仲。玉子に気がある。
河野恵介
演 - 鈴木浩介
現代公論の契約カメラマン。ハジメの天文部時代の後輩。
馬場敦
演 - 和田正人
現代公論編集者。
蟻田ミキオ
演 - 宅間孝行
現代公論編集者。
美濃部善男
演 - 皆川猿時
現代公論編集者。
吉永みり子
演 - 西沢ユカ
現代公論の学生アルバイト。
菜月
演 - 吉田智美
至宝勝の愛人。現代公論社の書籍部でバイトしている。
工藤
演 - 矢柴俊博
現代公論社のファッション誌「ボーノ」の編集者。発行部数が少ない現代公論をからかう。
月刊ボーノ・美人編集部員
演 - 片瀬ゆき
小町ゆかり
演 - 江波杏子
現代公論編集長。50歳にして、いまだ独身。
至宝勝
演 - 西村雅彦
現代公論社の法務部主任。恋愛と結婚は別物だと言い、菜月と浮気している。

#### その他
至宝君子
演 - 広田レオナ
至宝勝の妻。勝の浮気を疑っている。
自転車便の男
演 - 巌大介
茜
演 - 松尾美紀
シャレーヌの社員で陶子の後輩。仕事と育児をこなす陶子にあこがれる。
ミキ
演 - 河本麻希
シャレーヌの社員で陶子の後輩。仕事と育児をこなす陶子にあこがれる。
文壇バー「鴎外」のマスター
演 - 山上賢治
春木耀司
演 - 藤井フミヤ
シャレーヌのグループ会社・羽住商事の繊維事業部企画開発室室長。仕事で陶子と関わりがあり、怪しい関係に。

#### ゲスト
第1話
- 菱田社長 - 鶴田忍
- 久保マネージャー - 市川勇
- 緒方清洵（日本人指揮者） - 上條恒彦

第2話
- 一条かおり（作家） - あめくみちこ
- 羽沢先生 - 野村信次

第5話
- 春木薫（春木の妻） - 大塚寧々（第6話）
- 森下誠一（「羽住商事」広報部長） ‐ 遠藤たつお

第6話
- 遠藤亜里沙（恵介の婚約者） - MEGUMI（最終話）
- 河野恵三（河野の父） ‐ 剛たつひと

第7話
- 水澤舞（ベストセラー作家） - 山口紗弥加

第8話
- 三枝修造 - 中丸新将（第10話）
- 三枝久美 - 今本洋子（第10話）

第9話
- ノッチ（ハジメと陶子の天文部時代の仲間） - 石井正則

最終話
- 菱川会長（講学館） - 平泉成
- 菱川社長（講学館） - 佐戸井けん太

### スタッフ
- 原案 - GoAhead&Co.『今週、妻が浮気します』
- 脚本 - 吉田智子
- 音楽 - 佐藤直紀
- 演出 - 村上正典、佐藤祐市、城宝秀則
- オープニングテーマ - クレイジーケンバンド「た・す・け・て」
- エンディングテーマ - クレイジーケンバンド「てんやわんやですよ」
- 挿入歌 - My Little Lover「あふれる」（avex trax）
- ハジメと陶子のテーマ - クレイジーケンバンド「家に帰ろうよ」
- 企画 - 中島久美子
- 演出補 - 淵上正人
- プロデューサー - 小椋久雄
- プロデューサー補 - 伊藤嘉奈子
- アソシエイトプロデューサー - 江森浩子
- 制作 - フジテレビ・共同テレビ

### 放送日程
| 話数                                                       | 放送日        | サブタイトル     | 演出     | 視聴率 |
| ---------------------------------------------------------- | ------------- | ---------------- | -------- | ------ |
| 第1話                                                      | 2007年1月16日 | 大ピンチの男!    | 村上正典 | 12.5%  |
| 第2話                                                      | 2007年1月23日 | 決死の結婚記念日 | 村上正典 | 10.8%  |
| 第3話                                                      | 2007年1月30日 | 愛と勇気の捜査線 | 村上正典 | 09.1%  |
| 第4話                                                      | 2007年2月06日 | 浮気される理由!? | 佐藤祐市 | 11.3%  |
| 第5話                                                      | 2007年2月13日 | 浮気男と正面対決 | 佐藤祐市 | 08.1%  |
| 第6話                                                      | 2007年2月20日 | 妻の衝撃の告白!  | 村上正典 | 09.6%  |
| 第7話                                                      | 2007年2月27日 | 妻の理由夫の事情 | 佐藤祐市 | 09.3%  |
| 第8話                                                      | 2007年3月06日 | 妻が罰せられる時 | 城宝秀則 | 09.8%  |
| 第9話                                                      | 2007年3月13日 | 妻が帰りたい場所 | 村上正典 | 09.4%  |
| 第10話                                                     | 2007年3月20日 | 愛するが故の別離 | 城宝秀則 | 10.4%  |
| 最終話                                                     | 2007年3月27日 | 幸福の選択       | 村上正典 | 11.4%  |
| 平均視聴率 10.2%（視聴率は関東地区・ビデオリサーチ社調べ） |               |                  |          |        |

### 九州、熊が積み木します
テレビドラマ版の初回放映日の1月16日にドラマの番宣を兼ねて主演のユースケ・サンタマリアと石田ゆり子が『森田一義アワー 笑っていいとも!』のコーナーの有名人新名所マップにゲスト出演した際、「いいとも!」の司会者であるタモリが「今週、妻が浮気します」をシャレて「九州で、熊が積み木します?」と発言したところ、これが他のレギュラー陣や観客に大受けした。2月14日、ユースケがテレフォンショッキングに登場した際に、美術チームが作ったという九州で熊が積み木している「九州、熊が積み木します。」のポスターをタモリにプレゼントした。真偽のほどは不明だが、増刊号のナレーションによるとタモリは気にいって楽屋に貼っていたらしい。
| フジテレビ系 火曜21時枠連続ドラマ   | フジテレビ系 火曜21時枠連続ドラマ              | フジテレビ系 火曜21時枠連続ドラマ    |
| 前番組                              | 番組名                                         | 次番組                               |
| ----------------------------------- | ---------------------------------------------- | ------------------------------------ |
| 役者魂! （2006.10.17 - 2006.12.26） | 今週、妻が浮気します （2007.1.16 - 2007.3.27） | 花嫁とパパ （2007.4.10 - 2007.6.26） |

## 韓国のテレビドラマ
2016年10月28日から12月3日まで毎週金曜日と土曜日の20:30に、韓国のJTBCで放送された。

### キャスト

#### 主要キャスト
- ト・ヒョヌ　(堂々ハジメに相当)- イ・ソンギュン
- チョン・スヨン　(三枝陶子に相当)- ソン・ジヒョ
- クォン・ボヨン (泉玉子に相当)- BoA

#### その他
- アン・チュンヨン - イ・サンヨプ
- チェ・ユンギ - キム・ヒウォン
- ユン・アナ - イェ・ジウォン
- パク・ヨンス - パク・スヨン
- チョン・ウンジョン - チョン・アイン
- キム・ミハ - チョン・ジアン
- イ・ジフン - シム・ヒソプ
- ガン・スンヒョン - イ・スウン
- ト・ジュンス - キム・ガンフン
- チ・ソヌ - イ・ソクジュン

### スタッフ
- 演出 - キム・ソクユン
- プロデューサー - キム・ソギュン
- 制作 - DRAMA HOUSE